# Kevin Steuke
Kevin Steuke (* 23. November 1992 in Oberhausen) ist ein deutscher Fußballspieler.

## Karriere
Steuke spielte in seiner Jugend beim B-Junioren-Niederrheinligisten SV Essen-Burgaltendorf und wechselte von dort aus in die Nachwuchsabteilung von Rot-Weiß Oberhausen. Nach zwei Jahren in der A-Jugend-Niederrheinliga stieg der offensive Mittelfeldspieler in die U-23 auf, die bei den Senioren ebenfalls in der Niederrheinliga spielt. Nach wenigen Spieltagen trainierte er mit der ersten Mannschaft von RWO. Am 14. Oktober 2011 stand er beim Heimspiel gegen den VfL Osnabrück mit 18 Jahren zum ersten Mal in der 3. Liga auf dem Platz. Mit RWO stieg er am Saisonende in die Regionalliga ab. Zur Saison 2012/13 wurde Steuke in den Kader der Profis aufgenommen.
Zur Saison 2014/15 verließ Steuke Oberhausen und wechselte in die Regionalliga Südwest. Dort schloss er sich der TuS Koblenz an. Bei der TuS Koblenz wurde Steuke zum Stammspieler und stieg mit der Mannschaft in die Oberliga ab. Zur Saison 2015/16 verließ er den Verein wieder und wechselte in die Regionalliga West zum FC Kray. Mit dem Essener Klub stieg er in die Oberliga ab.
In der Winterpause 2016/17 wechselte er zu Westfalia Herne. Mit dem Verein stieg er als Meister der Verbandsliga in die Oberliga Westfalen auf. Um sich stärker auf seinen Beruf konzentrieren zu können, wechselte Steuke erneut zu dem mittlerweile in der Landesliga spielenden FC Kray. Mit Kray gewann er 2019 die Landesligameisterschaft und stieg in die Oberliga Niederrhein auf. Steuke wechselte danach zum Essener Bezirksligisten SC Frintrop 05/21.